# Пчелинцев, Владимир Фёдорович
Владимир Фёдорович Пчелинцев (21 апреля 1887, Чернигов — 26 июня 1969, Ленинград) — советский палеонтолог и стратиграф. Доктор геолого-минералогических наук (1945). Профессор (1947). Изучал отложения горного Крыма. Основная тема палеонтологических исследований В. Ф. Пчелинцева — мезозойские гастроподы СССР.
В 1911 году окончил естественный факультет Императорского Санкт-Петербургского университета. Ученик геолога, профессора А. А. Иностранцева.
С 1914 года работал на кафедре геологии Высших женских (Бестужевских) курсов. В 1920—1935 годах доцент Петроградского университета, Ленинградского государственного университета, участвовал в создании геологического отделения на физико-математическом факультете. С 1926 года работал в Геолкоме, Центральном научно-исследовательском геологоразведочном институте (ЦНИГРИ), Всесоюзном научно-исследовательском геологическом институте (ВСЕГЕИ). В 1945—1949 гг. был заместителем директора по научной работе.
В 1947 году стал профессором, в 1950—1954 гг. заведовал кафедрой геологии Карело-Финского государственного университета в Петрозаводске. В 1951—1963 гг. был старшим научным сотрудником Геологического музея имени А. П. Карпинского.
В 1963 году вышел на пенсию.
После создания Института геологии и геохронологии докембрия (ИГЕГЕД) в Ленинграде в 1967 году был его сотрудником.
Умер 26 июня 1969 года. Похоронен на кладбище Памяти жертв 9-го января.